# Seres Gabriella
Seres Gabriella névvariáns: Seres Gabi, Seress Gabriella (? n.a.) magyar színésznő.

## Életpálya
Magáról mesélte:

„Kislánykorom óta lovagolok. Igazából Ferdinandy Géza (ismert öttusázó és lovasedző) tanított meg a lovaglás fortélyaira. Neki köszönhetem, hogy ma már a BLK színeiben versenyszerűen is űzöm ezt a szép sportágat. Több díjugrató versenyen vettem részt, többek között a hortobágyi lovasnapokon is. Általános iskolás koromban a Vasasban tornáztam…Napi programomban mindig szerepel egy kis tornázás. Tornatudományomat egyébként sikerült a színpadon is hasznosítanom. Szegeden a Tűzijáték című darabban egy artistalányt játszottam. Kézenátfordulásokat, bógnikat kellett csinálnom… Eddigi pályafutásom alatt több színházban is megfordultam. Játszottam Szolnokon, Győrben, Békéscsabán, a Vidám Színpadon…
Az érettségi felé, amikor a pályaválasztás kérdése szóba került, a főiskolára jelentkeztem, s csak ide. Először nem vettek fel: egy darabig ápolónő voltam, szívesen csináltam. Voltam fotómodell is — nem  hivatásszerűen, hanem alkalmanként vállaltam feladatokat.”

Még főiskolásként, évfolyamtársaival (Horineczky Erika, Szoboszlai Éva, Józsa Imre, Szirmai Péter, Balkay Géza, Zsolnay András, Emőd György, Medgyessy Pál) szerepelt Felvidéki Judit Negyedik forduló című szerzői tévéjátékában (1977). Színésznőként, 1978-ban diplomázott a Színház- és Filmművészeti Főiskolán, osztályvezető tanára Vámos László volt. A diploma megszerzése után a Szolnoki Szigligeti Színház társulatához szerződött. A szolnoki Vérrokonok című előadást, melynek szereplője volt, a televízió is rögzítette. 1979-től a győri Kisfaludy Színházban játszott de szerepelt a Békés Megyei Jókai Színházban és 1980-ban Vidám Színpad Kis Színpadán is. 1982-től a Szegedi Nemzeti Színház színésznője volt. 1984-től a kecskeméti Katona József Színházban játszott, majd 1985-ben évad közben Budapestre a Népszínház társulatához szerződött, melynek 1988-ig tagja volt. Bódy Gábor, 1983-ban készült: A kutya éji dala című filmjében a tüdőbeteg nőt, az egyik főszerepet játszotta. 1986-ban szerepelt A fantasztikus nagynéni című filmben is.

## Színházi szerepeiből
- Tennessee Williams: Múlt nyáron hirtelen... Felicity nővér (Ódry Színpad)
- Molnár Ferenc: Az ibolya... Széll kisasszony (Ódry Színpad)
- Molnár Ferenc: Liliom... Julika, Lujza (Békés Megyei Jókai Színház)
- Peter Shaffer: Ki megy a nő után... Doreen (Ódry Színpad)
- Szigligeti Ede: Liliomfi... Szolgáló (Ódry Színpad)
- Örkény István: Vérrokonok... Bokor Judit (Szolnoki Szigligeti Színház)
- Örkény István: Tóték... Gizi Gézáné, egy rosszhírű nő (Népszínház)
- Ismeretlen szerző: Bakhus énekes, zenés, táncos népi komédia... Lányok kara (Szolnoki Szigligeti Színház)
- Szép Ernő: Patika... Kati (Győri Kisfaudy Színház)
- Lev Nyikolajevics Tolsztoj: Háború és béke... Liza, Andrej felesége (Győri Kisfaudy Színház)
- Gevork Arutjunjan: Élünk egymás mellett... Aszmik (Győri Kisfaudy Színház)
- Ide figyeljenek, emberek! Alfonzó kabaré... szereplő (Vidám Színpad Kis Színpada)
- Várkonyi Mátyás – Miklós Tibor: Sztárcsinálók... szereplő (Rock Színház)
- Emil Sautter – Paul Burkhard: Tűzijáték... Anna (Szegedi Nemzeti Színház)
- Franz Schubert – Berté Henrik: Három a kislány... Édi (Szegedi Nemzeti Színház)
- Barta Lajos: Szerelem... Nelly   (Józsefvárosi Színház)
- Ivan Bukovčan: Mielőtt a kakas megszólal... Prostituált (Józsefvárosi Színház)
- Babay József – Buday Dénes: Három szegény szabólegény... Kalaposné  (Józsefvárosi Színház)
- Zelk Zoltán – Szervánszky Endre: Az ezernevű lány... Cseresznyefa (Józsefvárosi Színház)
- Békés József: Sándor, József, Benedek... Kakas-Tóthné (Józsefvárosi Színház)
- Jékely Zoltán: Mátyás király juhásza... Csuporka (Népszínház)
- Hunyady Sándor: Júniusi éjszaka... Lici, szobalány (Józsefvárosi Színház)
- Hernádi Gyula – Jancsó Miklós – Gyurkó László:...Jöjj Délre, cimborám!... szereplő (Kecskeméti Katona József Színház)
- Nóti Károly: Nyitott ablak... Gréti (Kecskeméti Katona József Színház)

## Filmek, tv
- Gogol: Holt lelkek (1977)
- Negyedik forduló (1978)
- HANG-oskodó (gyermek műsor, 1978)
- Vérrokonok (színházi előadás tv-felvétele)
- Kutya éji dala (1983) A tüdőbeteg nő
- A fantasztikus nagynéni (1986)